# Cangrelor
Le cangrélor est une molécule en cours de développement en tant qu'antiagrégant plaquettaire par voie intra-veineuse.

## Mode d'action
Il s'agit d'un inhibiteur des récepteurs P2Y12 plaquettaires, réversible rapidement et sans interaction significative avec le clopidogrel qui joue sur le même récepteur.

## Évaluation de son efficacité
En association avec le clopidogrel et donné peu avant un geste d'angioplastie coronaire avec mise en place d'un stent, il diminue le taux de thrombose du stent et la mortalité sans augmenter les saignements. Ces résultats ne sont pas toutefois toujours retrouvés. Dans les situations d'urgences (syndrome coronarien aigu ST-), il semble diminuer le risque de récidive d'accident ischémique.
La réversibilité rapide de ses effets pourrait être un avantage en cas de chirurgie cardiaque où il pourrait être donné en relais des antiagrégants plaquettaires traditionnels à fin d'assurer une antiagrégation la plus tardive possible compatible avec la sécurité du geste opératoire.